# Мортањ (река)
Мортањ (фр. Mortagne) је река у Француској. Дуга је 75 km. Улива се у Мерт. 